# Merodon murinus
Merodon murinus är en tvåvingeart som beskrevs av Sack 1913. Merodon murinus ingår i släktet narcissblomflugor, och familjen blomflugor.
Artens utbredningsområde är Turkiet. Inga underarter finns listade i Catalogue of Life.